# Linia kolejowa Rybnoje – Riazań
Linia kolejowa Rybnoje – Riazań – linia kolejowa w Rosji łącząca stację Rybnoje ze stacją Riazań I. Jest to fragment linii Moskwa – Riazań oraz jeden z wariantów przebiegu Kolei Transsyberyjskiej. 
Linia zarządzana jest przez region moskiewsko-riazański Kolei Moskiewskiej, wchodzącej w skład Kolei Rosyjskich. 
Linia położona jest w obwodzie riazańskim. Na całej długości jest zelektryfikowana i dwu- lub więcej torowa.

## Historia
Linia została otwarta w 1863 jako część Kolei Moskiewsko-Riazańskiej (Московско-Рязанскaя железная дорога), w kolejnych latach stając się częścią historycznie pierwszej linii przekraczającej Ural i biegnącej na Syberię. Początkowo leżała w Imperium Rosyjskim, następnie w Związku Sowieckim. Od 1991 położona jest w Rosji.